# Talg Falls
Die Talg Falls sind ein 6 m hoher Wasserfall an der Ingrid-Christensen-Küste des ostantarktischen Prinzessin-Elisabeth-Lands. Wenn der Talg River Wasser führt, stürzt er in den Vestfoldbergen über ein Eiskliff.
Das Antarctic Names Committee of Australia benannte ihn 1983 in Anlehnung an die Benennung des gleichnamigen Flusses. Der Begriff talg stammt aus dem Arabischen und bedeutet Eis.